# Nana Aleksandria
Nana Aleksandria (Georgisch: ნანა ალექსანდრია) (Poti, 13 oktober 1949) is een Georgisch schaakster. Ze is grootmeester bij de vrouwen.
In 1966, 1968 en 1969 won ze het vrouwenkampioenschap van de Sovjet-Unie. Ze was tweemaal uitdager in een match om het wereldkampioenschap voor vrouwen. In 1975 verloor ze van Nona Gaprindasjvili met 3½-8½ en in 1981 speelde ze gelijk (8-8) tegen Maia Tsjiboerdanidze, die daarmee de titel behield